# They Live
They Live (título traducido como Están vivos en España y como Sobreviven en Hispanoamérica) es una película estadounidense de acción-ciencia ficción de 1988 escrita y dirigida por John Carpenter. Carpenter escribió el guion bajo el pseudónimo de Frank Armitage. La película está basada en un relato de 1963 de Ray Nelson titulado Eight O’Clock in the Morning.
En They Live, un trabajador de la construcción encuentra fortuitamente unas gafas que permiten ver a las personas en su aspecto auténtico, así descubrirá que importantes personajes de la vida política y social son en realidad extraterrestres. Durante su particular cruzada podrá observar cómo esta raza alienígena ha llenado el mundo de mensajes subliminales que pretenden convertir a los humanos en una especie esclava. 
El film, que combina los elementos del thriller con dosis de humor negro, tiene un trasfondo social. Este pone en evidencia los temores contemporáneos a una recesión económica (situación que vivían los estadounidenses en la década de 1980), dentro de una sociedad fuertemente basada en el consumismo.

## Argumento
John Nada (Roddy Piper) es un hombre sin hogar que encuentra trabajo en una obra en construcción de Los Ángeles. Mientras está en la calle, ve a un predicador callejero ciego advirtiendo que “ellos” han reclutado a los ricos y poderosos para controlar a la humanidad. Uno de sus nuevos compañeros, Frank Armitage (Keith David), lo lleva a un asentamiento irregular ubicado en un barrio pobre donde puede comer y pasar la noche en uno de los albergues locales, dirigido por un hombre llamado Gilbert.
Mientras le muestran los alrededores, Nada nota un comportamiento extraño en una pequeña iglesia al otro lado de la calle. Esa noche, un pirata informático interrumpe las transmisiones de televisión, alegando que unos científicos descubrieron señales que esclavizaban a la población a través de un estado de hipnosis y que la única forma de detener esto es apagar la señal en su fuente. Aquellos que ven la transmisión se quejan de dolores de cabeza.
Nada decide investigar, siguiendo en secreto a Gilbert y al predicador callejero hasta la iglesia, donde descubre que el comedor social es falso y el ensayo del coro es una grabación que encubre una reunión clandestina de varias personas, entre ellas el hacker de la televisión. Nada observa unos aparatos científicos y montones de cajas de cartón dispersos alrededor de la parte trasera del edificio. Tropieza con varias cajas más que ocultan un compartimento secreto en una pared, pero es descubierto por el predicador ciego y huye.
Más tarde, por la noche, el Asentamiento y la iglesia son destruidos durante una redada policial. Los oficiales incendian los refugios y los destruyen con excavadoras, también dan una paliza al ministro ciego de la iglesia y al hacker. Cuando todo vuelve a la calma, al día siguiente, Nada lleva una de las cajas recuperadas del compartimento secreto hasta un callejón y al abrirla descubre que esta llena de gafas de sol, guardando un par y escondiendo el resto en un cubo de basura. 
Nada descubre que las gafas de sol hacen que el mundo parezca monocromático, revelando mensajes imperativos ocultos en los medios ordenando consumir, reproducirse y obedecer. Todos los impresos alrededor de él contienen publicidad subliminal.
Las gafas también revelan que muchas personas son en realidad criaturas inhumanas con rostros similares a calaveras. Cuando Nada los increpa abiertamente, éstos dan la alerta usando dispositivos comunicadores en sus relojes de pulsera y la policía llega súbitamente. Durante la confrontación, Nada mata a dos policías alienígenas infiltrados y les roba sus armas. Prosigue su fuga hasta un banco local, también lleno de alienígenas. Tras disparar contra varios con una escopeta, toma como rehén a Holly Thompson, empleada del canal Cable 54. En la casa de Holly, Nada intenta que se pruebe las gafas, pero ella lo tira por una ventana y él cae rodando por una colina. Holly llama entonces a la policía.
Después de recuperarse, Nada regresa al callejón de la obra en construcción para buscar la caja de gafas de sol, donde se encuentra con Frank. Nada intenta que Frank se ponga un par de gafas, pero Frank piensa que Nada es un asesino peligroso y no quiere tener nada que ver con él. Tras una larga y violenta pelea, Frank finalmente es obligado a ponérselas y al ver la verdad accede a ayudar a Nada.
Frank y Nada se reúnen con Gilbert y el grupo insurgente de la iglesia. Los asistentes a la reunión escuchan las declaraciones de un orador que expone que las criaturas son alienígenas que desde hace décadas han tomado el control de los puestos de poder y se han acomodado como la alta sociedad de todo el mundo, provocando las crisis económicas y bélicas que mantienen a los humanos en caos y controlables; también los señala como los responsables de las emisiones de dióxido de carbono y de metano que producen un cambio climático, con el objetivo de terraformar el planeta Tierra en un entorno semejante a su mundo natal, a la vez que agotan los recursos naturales terrestres. Los extraterrestres han obtenido la colaboración de algunos humanos usando sobornos, promoviéndolos a posiciones de poder. También se les comunica que el principal método de control de los alienígenas consiste en una señal enviada por televisión, que impide al gran público ver a los invasores y a sus mensajes subliminales tal como son. Las gafas son capaces de interferir esta señal, al igual que unos nuevos lentes de contacto que son distribuidas entre los insurgentes.
Holly aparece en la reunión, para disculparse con Nada explicando que tras usar las gafas que él dejó en su casa pudo comprobar la verdad y ahora les ofrece información sobre la fuente de la señal. Sin embargo, la reunión es asaltada por la policía, que dispara a matar. La gran mayoría de los presentes son abatidos y los sobrevivientes se dispersan en la noche mientras la policía rodea el área.
Nada y Frank son acorralados por la policía en un callejón, pero, con la ayuda de uno de los relojes de pulsera robado a uno de los alienígenas, consiguen activar un portal de teletransporte, a través del cual escapan por un túnel subterráneo hacia un edificio desconocido, que resulta ser un puerto espacial de los extraterrestres, ubicado en el sótano de la estación de televisión local Cable 54, fuente desde la que transmiten su señal. En esta base, los alienígenas y sus colaboradores humanos celebran una fiesta por la eliminación de los "terroristas". 
Holly conduce a Frank y a Nada hasta la azotea, donde se disponen a destruir el transmisor. Pero en ese momento, ella se revela como una colaboradora, matando a Frank de un disparo a la cabeza. Intenta matar también a Nada, pero falla y él la mata primero. Nada destruye la antena, aunque resulta fatalmente herido por extraterrestres que le atacan desde un helicóptero. Como último acto desafiante, Nada les hace un obsceno gesto con el dedo a sus enemigos antes de morir.
Con el transmisor destruido, desaparece la señal que enmascara a los extraterrestres. Los humanos de todo el mundo se horrorizan al descubrir a los invasores que se esconden entre ellos.

## Elenco
- Roddy Piper como John Nada.
- Keith David como Frank Armitage.
- Meg Foster como Holly Thompson.
- Raymond St. Jacques como el predicador callejero.
- George Buck Flower como el vagabundo.
- Peter Jason como Gilbert.
- Sy Richardson como el revolucionario.
- Susan Blanchard como Ingenue.
- Norman Alden como el capataz de la construcción.

## Producción
La idea para They Live vino de dos fuentes: un cuento titulado A las ocho de la mañana de Ray Nelson, inicialmente publicado en The Magazine of Fantasy & Science Fiction en los años 60, involucrando una invasión alienígena en la línea de películas como La invasión de los ladrones de cuerpos de Donald Siegel, y una historia titulada Nada del cómic Alien Encounters. John Carpenter describe la historia de Nelson como una película de los años 50 titulada D.O.A, en la cual un hombre es puesto en trance por un hipnotizador (en realidad es un actor). Cuando se despierta, comprende que la raza humana entera ha sido hipnotizada, y que criaturas extraterrestres controlan la humanidad. Tiene sólo hasta las ocho de la mañana para solucionar el problema. Carpenter adquirió los derechos de adaptación cinematográfica tanto del cómic como del cuento y escribió el guion usando la historia de Nelson como base para la estructura de la película.
Los elementos más políticos de la película son sacados de la creciente aversión de Carpenter acerca de la comercialización, cada vez mayor, de la cultura popular y la política de los años 80. Comentó: «Comencé a ver la TV de nuevo. Rápidamente comprendí que todo lo que vemos está diseñado para vendernos algo... Es todo sobre nuestro deseo de comprar algo. Lo único que quieren es llevarse nuestro dinero». Al final, Carpenter pensó en las gafas de sol como el instrumento para ver la verdad, que «es vista en blanco y negro. Es como si los alienígenas nos hubieran coloreado. Esto quiere decir, desde luego, que Ted Turner es realmente un monstruo del espacio exterior». (Turner había recibido algunas críticas de la prensa en los años 80 por colorear viejas películas en blanco y negro a menudo consideradas clásicas, y por la emisión de las mismas en sus cadenas televisivas). El director comentó la amenaza ajena en una entrevista: «Quieren poseer todos nuestros negocios. Un directivo de Universal Studios me preguntó: '¿Dónde está la amenaza en esto? Todos nosotros nos agotamos cada día.' Terminé por usar aquella frase en la película».
La película se filmó mayormente en Los Ángeles y la filmación duró 8 semanas.

## Recepción
A pesar del inicial fracaso de taquilla (4 000 000 de dólares), la película recaudó más dinero con el formato doméstico (13 008 928 de dólares). Sin lugar a dudas se trata de la película más personal del realizador John Carpenter, ya que deja clara su postura crítica hacia el sistema capitalista salvaje. En la película hay escenas clave que delatan esa crítica vestida de ciencia ficción.

## Premios y nominaciones
| Año  | Premio         | Categoría                         | Candidato                   | Resultado |
| ---- | -------------- | --------------------------------- | --------------------------- | --------- |
| 1989 | Fantasporto    | Mejor película                    | John Carpenter              | Nominado  |
| 1990 | Premios Saturn | Mejor película de Ciencia ficción | They Live                   | Nominado  |
| 1990 | Premios Saturn | Mejor música                      | John Carpenter Alan Howarth | Nominado  |